# Josh Green (homme politique)
Pour les articles homonymes, voir Joshua Green.
Joshua Booth Green, né le 11 février 1970 à Kingston (État de New York), est un homme politique américain, membre du Parti démocrate. Il est lieutenant-gouverneur, de 2018 à 2022, puis gouverneur d'Hawaï depuis 2022.

## Biographie
En 1992, Josh Green est reçu Bachelor of Science en anthropologie au Swarthmore College avant d'entreprendre des études de médecine à l'université d'État de Pennsylvanie dont il sort docteur en 1997.
En 2004, il est élu à la Chambre des représentants d'Hawaï puis en 2008 au Sénat d'Hawaï où il siège jusqu'en novembre 2018, date à laquelle il est élu lieutenant-gouverneur au côté du gouverneur David Ige. Enfin le 8 novembre 2022, il est élu gouverneur en obtenant 63,2 % des voix face au candidat républicain Duke Aiona. Il prend ses fonctions le 5 décembre suivant pour un mandat de quatre ans.